# Wunibald Kamm
Pour les articles homonymes, voir Kamm.
Wunibald Kamm, né le 26 avril 1893 à Bâle et mort le 11 octobre 1966 à Stuttgart, est un ingénieur, aérodynamicien et dessinateur automobile allemand. Il est surtout connu pour ses découvertes concernant la réduction de la turbulence aérodynamique, lors du déplacement des voitures à grande vitesse. Les carrosseries basées sur ses recherches sont connus sous le nom de Kammback ou Kamm-tail.

## Biographie
Wunibald Kamm termine ses études en 1920 à l'Université technique de Stuttgart. En 1922, il y est diplômé avec une étude sur les problèmes de stabilité des ballons captifs K qu'il a développés. Entre 1922 et 1925, il travaille pour la division des moteurs de course de la Société de moteurs Daimler, sous la direction de Paul Daimler et Ferdinand Porsche. Il est, ensuite, comme directeur de l'usine de construction de véhicules des Aciéries souabes, responsable de la mise au point et de la construction de trois prototypes des légendaires voitures SHW, en 1925. De 1926 à 1930, il dirige le département Moteurs de l'Institut de recherche allemand pour l'aviation (DVL), à Berlin-Adlershof. Il y est aussi responsable du terrain d'essai pour moteurs d'aéronefs.
Le 1er avril 1930, il est nommé professeur titulaire de la chaire de génie automobile et de moteurs de véhicules de l'Université technique de Stuttgart. La même année (le 15 juillet), il crée une fondation à but non lucratif, l'Institut de recherche sur le génie automobile et les moteurs de véhicules de Stuttgart (FKFS), qui lui permet de travailler avec l'industrie en s'affranchissant des règles contraignantes de l'université. Jusqu'en 1945, il est professeur titulaire et président du conseil de FKFS. Durant cette période, il réussit faire du FKFS l'un des plus importants des grands instituts de recherche, avec un maximum de 650 collaborateurs et de nombreuses installations d'essai. La Deuxième Guerre mondiale lui apporte de nombreux contrats militaires. Kamm, pionnier de la recherche automobile, contribue aussi bien à l'aérodynamique de l'automobile qu'à la recherche sur les normes des moteurs à combustion. Il développe la K-Wagen et construit un terrain d'essai pour véhicules à moteur, avec une soufflerie à l'échelle 1:1. Il apporte aussi une importante contribution dans le domaine du contact du pneu avec la route (voir, par exemple, cercle de Kamm).
Il travaille avec le baron Reinhard von Koenig-Fachsenfeld, ingénieur aérodynamicien. Tous deux développent un dessin de carrosserie automobile avec un toit au profil lisse et un arrière en forme de fuseau coupé. Un prototype grandeur nature est développé en 1938. C'est une carrosserie de type sedan à quatre portes, présentant un arrière brusquement tronqué. Le véhicule d'essai représente un compromis entre une faible traînée aérodynamique et une habitabilité suffisante, que ce soit en matière de forme ou de taille.
À la fin de 1938, la firme Bayerische Motoren Werke (BMW) teste un prototype du "Coupé Kamm", basé sur le châssis de la 328. Il a un coefficient de traînée de seulement 0,25. par comparaison, le coupé BMW 328 Touring, vainqueur de Mille Miglia de 1940 présente un coefficient de 0,35. L'appellation "Coupé Kamm" par le constructeur automobile apparaît être la plus ancienne mention du nom de Kamm pour décrire publiquement une carrosserie automobile dessinée sur la base du brevet de Koenig-Fachsenfeld.
En 1945, après avoir été interné par les Français à Ravensburg, Wunibald Kamm est enrôlé par les forces américaines qui ratissent le pays à la recherche de scientifiques. Il commence une nouvelle carrière pour le compte de l'État américain comme ingénieur-conseil au Wright-Patterson Air Force Field de Dayton (Ohio). Il est aussi professeur de recherche au Stevens Institute of Technology à Hoboken (New Jersey, USA), où il peut reprendre ses recherches antérieures.
De retour en Allemagne de l'Ouest en 1955, Kamm dirige durant trois ans le département de génie mécanique à l'Institut Batelle de Francfort-sur-le-Main, avant de prendre sa retraite à Stuttgart en 1958, pour raisons de santé.

## Le Kammback

### Principe
L'un des buts de l'aérodynamique automobile est de réduire la turbulence, à l'origine de la traînée, due à la forme de l'automobile. Un véhicule conçu avec une traînée réduite (ou une turbulence de l'air réduite) offre moins de résistance au mouvement vers l'avant et a donc une meilleure efficacité et une vitesse supérieure, à puissance motrice égale.
La traînée commence à croître, à l'arrière d'un véhicule, à partir de l'endroit où l'aire de la section droite de la carrosserie tombe en dessous de la moitié du maître couple. Dans le Kammback, le profil fuselé de l'arrière est tronqué à cet endroit, l'écoulement de l'air se fait comme si le fuseau entier était présent sur le véhicule.

### Véhicules utilisant un Kammback
Aux États-Unis, la Gremlin et l'Eagle de l'American motors corporation (AMC) possèdent un Kammback, conçu surtout pour améliorer l'utilisation de l'espace intérieur, plus que la fluidité de la pénétration dans l'air. Pour le modèle break de la Chevrolet Vega, l'arrière est plus fuselé que celui de la Gremlin, mais pas suffisamment pour gagner de façon significative en aérodynamisme.
Le profil avec « arrière tronqué » Kammback continue à être populaire. Cependant, il ne modifie que de façon marginale la pénétration aérodynamique lorsqu'il est utilisé dans le dessin de véhicules de série. C'est seulement un artifice destiné à faire paraître « rapide » le véhicule. Le principe du Dr Kamm est employé par plusieurs véhicules populaires de grande série, des supercars, des véhicules à propulsion hybride hautement efficaces et des voitures de course.

## La médaille Kamm-Jante
En souvenir de Kamm, l'Association scientifique des techniques de l'automobile et de la motorisation (WKM) décerne tous les deux ans la médaille Kamm-Jante, pour des contributions exceptionnelles d'étudiants, de jeunes scientifiques ou d'ingénieurs dans le domaine des techniques de l'automobile et de la motorisation. Kamm est admis en 2009 dans le Automotive Hall of Fame.